# Hagenbach (Rijnland-Palts)
Hagenbach is een plaats in de Duitse deelstaat Rijnland-Palts, en maakt deel uit van de Landkreis Germersheim. Hagenbach telt 5.456 inwoners.

## Bestuur
De plaats is het bestuurcentrum van de Verbandsgemeinde Hagenbach.